# Søren Bech
Søren Bech (født 6.marts 1957) er professor ved Institut for Elektriske Systemer ved Aalborg Universitet. Hans forskningsområde er menneskelig opfattelse af lyd, sensorisk analyse af lyd og billeder, og statistisk analyse af sensoriske data.

## Uddannelse og karriere
Søren Bech er uddannet kandidat i Electrical Engineering og har en Ph.d. inden for samme område fra Danmarks Tekniske Universitet (DTU).

Han startede sin karriere ved DTU i 1982 og i 1992 startede han hos Bang & Olufsen, hvor han siden 2015 har været direktør for forskning. I 1992 var han også gæsteforsker ved University of Florida. Siden 2000 har han været adjungeret Professor ved McGill University i Canada og siden 2011 visiting Professor ved University of Surrey. I 2011 blev han ansat som professor ved Aalborg Universitet. Fra 2011-2015 var han også adjungeret Professor ved Aarhus Universitet.

Han varetager også en række redaktionelle positioner og administrative positioner. Han har blandt andet været formand for Innovationsnetværket Dansk Lyd (2013-2018), styregruppen for “Future spatial audio for an immersive listener experience at home” (2014-2019) og Danish Sound Clusters bestyrelse (2020-). Han er desuden udnævnt af uddannelses- forskningsministeren til at være medlem af Danmarks Forsknings- og Innovationspolitiske Råd (2017-).

Han har også besiddet en række administrative positioner såsom Vice-President ved Audio Engineering Society (AES), hvor han siden 2011 har været Associate Technical editor af Journal of The Audio Engineering Society.

## Hæder
- 1991: Radio-Parts prize of DKK 50.000[5]
- 1995: Fellow of the Audio Engineering Society[6]
- 2000: Fellow of the Acoustical Society of America[6]
- 2001: Nokia Educational Award (2000 €), Nokia Oyj Foundation

## Publikationer
Søren Bech har udgivet over 130 publikationer, herunder 2 bøger:
- S. Bech and N. Zacharov, “Perceptual Audio Evaluation – Theory, Method and Application”, Wiley, England, 2006, ISBN 978-0-470-86923-9, 450 pages.
- S. Bech and J. Francombe, “Consumer Sound” in “Oxford handbook of sound and imagination, Vol.2”, Eds.  M. Grimshaw, M. Walther-Hansen and M. Knakkergaard, Oxford University Press, 2019, pp.